# Margarinotus stenocephalus
Margarinotus stenocephalus är en skalbaggsart som först beskrevs av Lewis 1892.  Margarinotus stenocephalus ingår i släktet Margarinotus och familjen stumpbaggar. Inga underarter finns listade i Catalogue of Life.